# Daan van Haarlem
Daan van Haarlem (* 15. März 1989 in Doetinchem) ist ein niederländischer Volleyballnationalspieler.

## Karriere
Van Haarlem begann seine Karriere 2007 bei HVA Voleybal in Amsterdam. 2010 wechselte er nach Wuppertal zum deutschen Bundesligisten A!B!C Titans Berg. Land, aber er verließ Deutschland nach einem halben Jahr und spielte den Rest der Saison bei Webton Twente Enschede. Anschließend kehrte der Zuspieler in seine Heimatstadt zurück und wurde 2012 mit Orion Doetinchem niederländischer Meister. Im gleichen Jahr debütierte van Haarlem, der 65 Länderspiele für die Junioren absolviert hatte, bei einem Testspiel gegen Australien in der niederländischen A-Nationalmannschaft. 2013 gewann er mit seinem Verein den nationalen Pokal. Danach wechselte er zum belgischen Verein Prefaxis Menen. 2015 ging er in die tschechische Liga zu Kladno Volejbal. Mit der Nationalmannschaft nahm er an der Volleyball-Weltliga 2016 teil. In der Saison 2016/17 gewann er mit Kladno den nationalen Pokal und wurde Vizemeister. Auch 2017 spielte er in der Weltliga. Außerdem gehörte er zum Kader für die Europameisterschaft in Polen, die für die Niederlande jedoch sieglos nach der Vorrunde endete. Für die Saison 2017/18 wurde van Haarlem vom deutschen Meister Berlin Recycling Volleys verpflichtet. 2018 wechselte er zu Lewski Sofia.